# Don't stop the music (TV-program)
Don't stop the music är en insamlingsgala som direktsändes lördag 30 januari 2021 i TV4 och C More 20:00–22:00 från Hamburger Börs. TV-galan sändes till stöd för pandemidrabbade inom livemusiknäringen. Initiativtagare till TV-galan togs av den under år 2020 nyinstiftade 90-kontoinsamlingsstiftelsen Svenska Musikfonden.

## Medverkande artister
- Lars Winnerbäck
- First Aid Kit
- Zara Larsson
- Stor & Miriam Bryant
- Tomas Ledin
- Molly Sandén
- Benjamin Ingrosso
- Tommy Körberg, Helen Sjöholm, Peter Jöback
- Loreen, Janice, Frida Öhrn, Mariette Hansson
- Sarah Dawn Finer
- Martin Stenmarck
- Get Up Soul Choir

## Övriga medverkande
- Mikael Tornving

## Medverkande musiker
Stefan Olsson - Kapellmästare/gitarr, Anders Hedlund - trummor, David Lindvall - bas, Dea Norberg - kör, Emelie Fjällström - kör, Josefin Runsteen fiol/slagverk/kör, Markus Jägerstedt - klaviatur, Samuel Starck - klaviatur.